# Viljesvaghet
Viljesvaghet, eller akrasia (grekiska ἀκρασία), kallas det att agera annorlunda än vad ens eget omdöme dömer vara bäst. Problemet går tillbaka åtminstone till Platon. 

## Historik

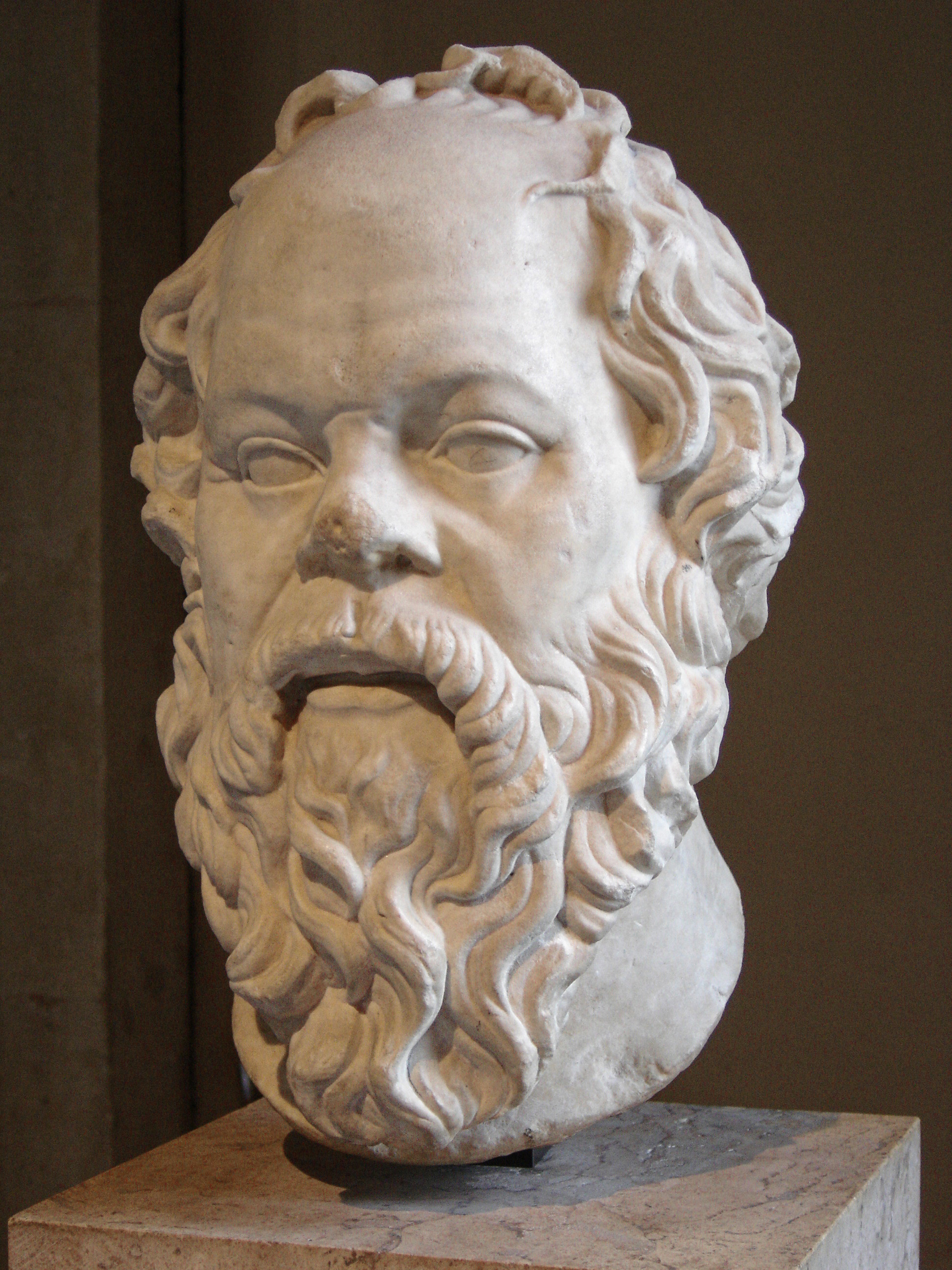
Porträtt i marmor av Sokrates. I Protagoras låter Platon Sokrates undersöka begreppet akrasia

Sokrates frågar i Platons dialog Protagoras hur detta är möjligt: Om man anser att handling A är den man har starkast skäl för att utföra, varför skulle man då göra någonting annat än A?

### Klassiska svar
Platons Sokrates intygar att akrasia inte existerar och hävdar "Ingen går villigt mot det onda" (358d). Om en person undersöker en situation och bestämmer sig för att agera på det sätt han bestämmer sig för att vara bäst, kommer han att fortsätta denna handling, eftersom den bästa vägen också är den goda vägen, det vill säga människans naturliga mål. En genomtänkt bedömning av situationen kommer att ge full kunskap om ett besluts resultat och värde kopplat till välutvecklade principer om det goda. En person, enligt Sokrates, väljer aldrig att agera dåligt eller mot sitt bättre vetande och därför är handlingar som går emot vad som är bäst helt enkelt en produkt av att vara okunnig om fakta eller kunskap om vad som är bäst eller bra.
Aristoteles, som erkände att vi intuitivt tror på akrasia, ägnade bok VII av Den nikomachiska etiken åt ett mer empiriskt förhållningssätt till frågan. Han tar avstånd från den sokratiska positionen genom att hävda att akrasia uppstår som ett resultat av en agents åsikt, inte deras önskan. Eftersom åsikter formuleras mentalt på ett sätt som kanske eller inte kan imitera sanning, medan aptit bara är kroppens begär, är åsikten bara tillfälligt anpassad till eller motsätter sig det goda, vilket gör en akratisk handling till en produkt av åsikter istället för förnuft. För Aristoteles är motsatsen till akrasia enkrateia, ett tillstånd där en agent har makt över sina önskningar. Aristoteles ansåg att man kunde vara i ett tillstånd av akrasia med avseende på pengar eller humör eller ära, men att dess kärnförhållande var till kroppslig njutning. Dess orsaker kan vara viljesvaghet eller en häftig vägran att tänka. Samtidigt ansåg han det inte som en last, eftersom det inte så mycket är en produkt av moraliskt val, utan istället ett misslyckande med att agera på sin bättre kunskap.
För Augustinus var hämningslöshet inte så mycket ett kunskapsproblem (att veta men inte handla) utan om viljan. Han ansåg att det var en fråga om vardaglig erfarenhet att människor hämningslöst väljer mindre framför större gods.

### Samtida angreppssätt
Donald Davidson (1969–1980) försökte besvara frågan genom att först kritisera tidigare tänkare som ville begränsa omfattningen av akrasia till agenter som trots att de fattat ett rationellt beslut på något sätt avvek från sina "önskade" spår. Faktum är att Davidson utvidgar akrasia till att inkludera alla beslut som uppnås men inte uppfylls, oavsett om det är som ett resultat av en åsikt, ett verkligt eller inbillat gott eller en moralisk övertygelse. "Det pussel jag ska diskutera beror bara på agentens attityd eller övertygelse ... mitt ämne gäller utvärderande bedömningar, oavsett om de analyseras kognitivt, föreskrivande eller på annat sätt." Således utökar han akrasia till att inkludera fall där agenten till exempel försöker uppfylla önskningar, men slutar med att förneka sig själv det nöje han har ansett som mest valvärdigt.
Davidson ser problemet som ett av att förena följande till synes inkonsekventa triad:
- Om en agent anser att A är bättre än B, då vill de göra A mer än B.
- Om en agent vill göra A mer än B, kommer de att göra A snarare än B om de bara gör en.
- Ibland agerar en agent mot sitt bättre vetande.

Davidson löser problemet genom att säga att när människor agerar på det här sättet tror de tillfälligt att det sämre handlingssättet är bättre, eftersom de inte har gjort en alltigenom bedömning, utan bara en bedömning baserad på en delmängd av eventuella överväganden.
En annan samtidsfilosof, Amélie Rorty (1980) har tagit itu med problemet genom att destillera ut akrasias många former. Hon hävdar att akrasia manifesteras i olika stadier av den praktiska resonemangsprocessen. Hon räknar upp fyra typer av akrasia: akrasia av riktning eller mål, av tolkning, av irrationalitet och av karaktär. Hon delar upp den praktiska resonemangsprocessen i fyra steg, som visar uppdelningen som kan inträffa mellan varje steg och hur varje steg utgör ett akratiskt tillstånd.
En annan förklaring är att det finns olika former av motivation som kan komma i konflikt med varandra. Genom tiderna har många identifierat en konflikt mellan förnuft och känsla, vilket kan göra det möjligt att tro att man borde göra A snarare än B, men ändå vilja göra B mer än A.
Psykologen George Ainslie hävdar att akrasia är ett resultat av det empiriskt verifierade fenomenet hyperbolisk diskontering, vilket får oss att göra andra bedömningar nära en belöning än vi kommer att göra när vi är längre bort från den.

### Viljans svaghet
Richard Holton (1999) menar att svaghet i viljan innebär att man reviderar sina beslut för lätt. Enligt detta synsätt är det möjligt att agera mot sitt bättre vetande (det vill säga vara akratisk), men utan att vara viljesvag. Anta till exempel att Sarah bedömer att det inte är det bästa sättet att hämnas på en mördare, men tar beslutet att hämnas ändå och håller fast vid den resolutionen. Enligt Holton beter sig Sarah akratiskt men visar inte viljesvaghet. 

## Arv
I den strukturella uppdelningen av Dantes Inferno är hämningslöshet synden som straffas i andra till femte cirklarna. Lustens ömsesidiga hämningslöshet var för Dante den lättaste av dödssynderna, även om dess brist på självkontroll skulle öppna vägen till djupare skikt av helvetet.
Akrasia dök senare upp som en karaktär i Spensers The Faerie Queene, som representerar lustens hämningslöshet, följt i nästa canto av en studie av ilskans och så sent som Jane Austen skulle känsligheten hos sådana figurer som Marianne Dashwood behandlas som en form av (andlig) hämningslöshet. 
Med romantikens triumf blev emellertid det hämningslösa valet av känsla framför förnuft alltmer värderat i västerländsk kultur. Blake skrev att "de som hämmar begäret, gör det för att deras är svaga nog att hållas tillbaka". Uppmuntrad av Rousseau skedde en ökning av vad Arnold J. Toynbee skulle beskriva som "en uppgivenhet (ακρατεια) ... ett sinnestillstånd där antinomianism accepteras – medvetet eller omedvetet, i teorin eller i praktiken – som ett substitut för kreativitet".
En höjdpunkt av sådan akrasia nåddes kanske under 1960-talets kult att låta det hela hänga ut – av sammanbrott, utspel och känslomässig självnjutning och dramatik. Delvis som en reaktion skulle förespråkarna för emotionell intelligens se tillbaka till Aristoteles i sökandet efter impulskontroll och fördröjd tillfredsställelse  – till hans påstående att "en person kallas kontrollerad eller hämningslös beroende på hur hans förnuft är eller inte är i kontroll".
Hämningslöshet ("brist på kontroll eller självbehärskning") används ofta för att översätta den grekiska termen.